# Urážka majestátu
Urážka majestátu (lat. crimen laesae maiestatis) je zločin urážky hlavy státu, jejího majestátu. V historii býval jedním z nejtěžších zločinů, za nějž obvykle následoval trest smrti, v mírnějších podobách přetrval až do moderní doby.

## Římské právo
V římském právu splýval s velezradou a nazýval se perduellio.

## Urážka majestátu do konce 19. století
Ve středověku šlo nejen o fyzický útok na panovníka nebo jeho přímou urážku, vladařský majestát mohl být narušen např. i svoláním zemského sněmu proti králově vůli. Trestem byla vždy smrt. V 19. století však už za zločin uražení veličenstva, který mohl být spáchán jak osobním uražením, tak i nepřímým posmíváním se panovníkově osobě, např. tiskem nebo karikaturami, hrozil jen těžký žalář od jednoho do pěti let.

## Urážka majestátu v moderní době

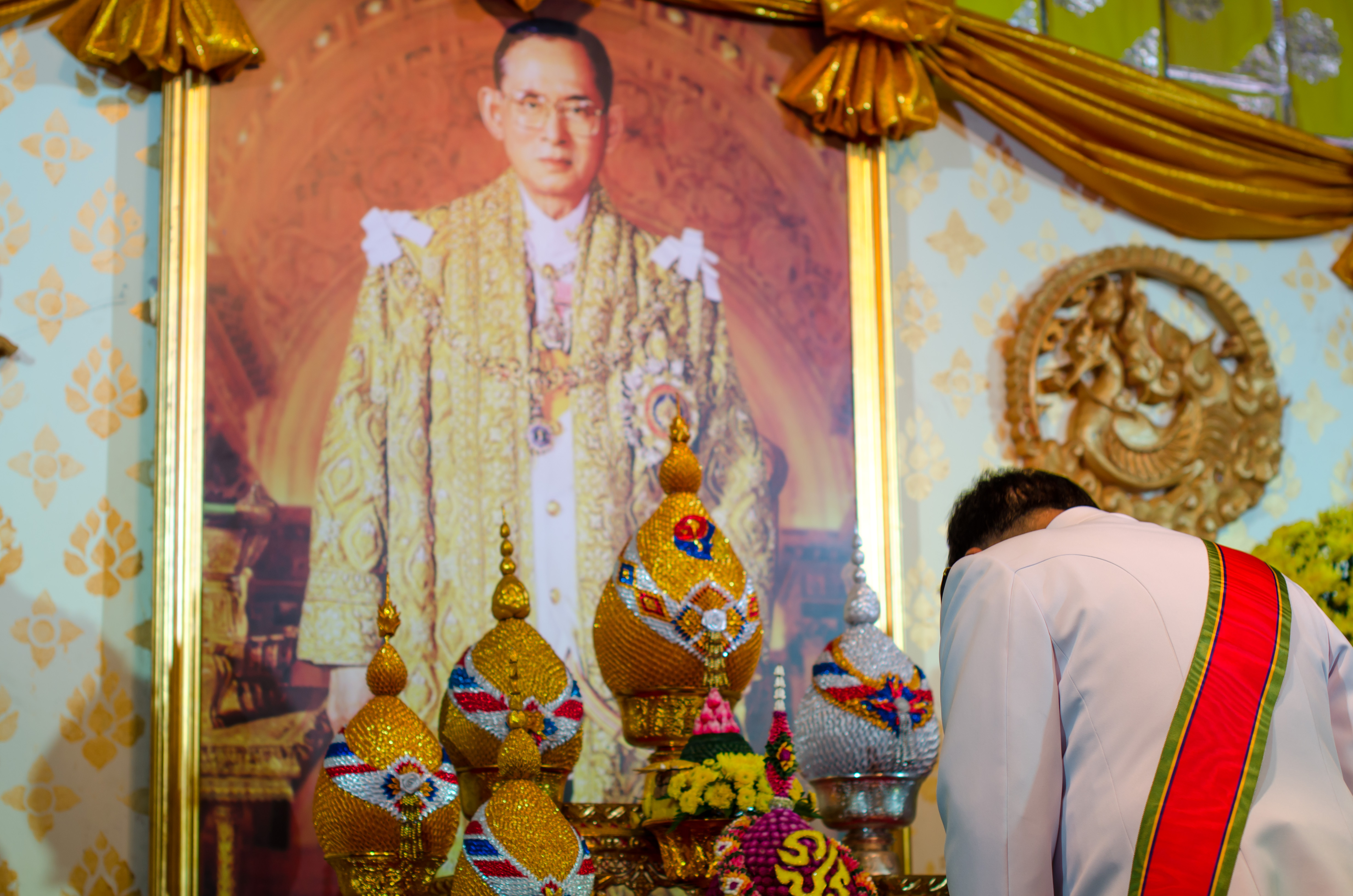
Thajský král Pchúmipchon Adunjadét

V Thajsku se urážka krále nebo jeho kritika trestá vězením a tresty se sčítají podle počtu urážek. V roce 2015 byli Thajci souzeni například za urážku králova psa nebo za olajkovaní upravené královy fotografie na sociální síti. V roce 2017 byl muž za urážku monarchie na svém facebookovém účtu odsouzen k 35 letům vězení.

## Urážka hlavy státu v Československu

### Meziválečné období
Urážky hlavy státu kriminalizovala i Československá republika. Roku 1923 byl zaveden přestupek urážka presidenta republiky, spočívající v ublížení na cti prezidenta republiky nebo jeho náměstka vyhrůžkou zlého nakládání nebo jiným hrubě zneuctívajícím projevem, uvedením ve veřejný posměch nebo obviněním, byť pravdivým, které ale mohlo vážně ohrozit jeho čest. Trestem bylo vězení od osmi dnů do šesti měsíců. Pokud to však pachatel provedl opakovaně nebo „tváří v tvář“, šlo by již o přečin trestaný vězením od jednoho měsíce do jednoho roku.
Jelikož zákon na ochranu republiky, a to i v § 11, používal často nevyhraněné respektive nejasné výrazy (pobuřuje, podněcuje – v případě urážky prezidenta – hrubě zneucťujícím způsobem, vážně ohrozí jeho čest) často záleželo právě na státním zástupci a soudu, jestli budou jednání považovat za trestný čin nebo ne. Dokazování pravdy nebo přesvědčení o pravdě bylo vyloučeno, což mohlo v krajním případě znamenat, že i pravdivé obvinění je zároveň trestné. Projev obviněného mohl být verbální, výsměšným gestem nebo nadávkou. Projev sám o sobě však nemusel být hrubý. Mohla to být i fotografie či karikatura. Právě karikaturisté humoristických časopisů se následně po rozhodnutích soudů vyhýbali zobrazování prezidenta a věnovali se jen představitelům jednotlivých politických stran.
Titulování prezidenta republiky slovy nebo jinými označeními naznačujícím kladný postoj T. G. Masaryka k Židům bylo také trestné. V případech soudní praxe se jednalo o výroky, že „prezident Masaryk drží více při Češích, mezi nimiž v Praze žije a o ostatních se nestará“, respektive výrok: „Masaryk je také Čech, drží s Čechy a nás Moravanů nezná“. Spadal sem i výrok odsouzeného, že „se raději oběsí, jako bys měl pověsit v pokoji jeho obraz“, čím se měl hrubě dotýkat všeobecné vážnosti prezidenta republiky a uvést ho na veřejný posměch.
Prezident republiky využíval svou pravomoc udělení amnestie i v případech odsouzených za urážku prezidenta, případně zastavil trestní řízení. Tak tomu bylo například v kauze Jakuba Demla, žalovaného státním zastupitelstvím v Jihlavě za přednesené výroky, v nichž měl citovat resp. parafrázovat Otokara Březinu. Projednávání tohoto případu mělo krátký průběh, neboť prezident Masaryk trestní řízení zastavil.

### Po roce 1948
Komunistický režim pak tresty poněkud zpřísnil, základní sazba byla jeden měsíc až jeden rok, zvýšená tři měsíce až tři roky. Navíc kromě ublížení na cti presidentu republiky, resp. snižování vážnosti presidenta republiky, zavedl i přečin hanobení některých ústavních činitelů, resp. hanobení ústavního činitele, kam spadal např. parlament, vláda nebo její členové. Trestní zákon z roku 1961 je sjednotil v trestný čin hanobení republiky a jejího představitele a chráněné subjekty rozšířil jak obecně na celý stát, tak na „jiné čelné představitele republiky“, a to pro výkon pravomoci nebo „vůbec pro jeho činnost v životě politickém“. Pachateli hrozil trest odnětí svobody až na dvě léta. Součástí trestního zákona se stal také přečin hanobení státu světové socialistické soustavy a jejího představitele.

### Po roce 1989
Dvě z milostí, udělených prezidentem Václavem Havlem, se týkaly právě trestného činu hanobení prezidenta republiky. V březnu 1994 zastavil řízení s vydavatelem Necenzurovaných novin Petrem Cibulkou a v březnu 1996 podobně zasáhl ve prospěch Pavla Karhánka.
Trestněprávní ochrana prezidenta republiky pak byla z právního řádu ČR odstraněna k 1. lednu 1998 zákonem č. 253/1997 Sb., a to z iniciativy tehdejšího prezidenta V. Havla.
V listopadu 2016 skupina poslanců v čele se Zdeňkem Ondráčkem, Vítězslavem Jandákem, Zdeňkem Soukupem, Markem Černochem a Petrem Adamem, navrhla vrácení trestného činu hanobení prezidenta republiky do trestního zákoníku s trestem až jeden rok vězení. Návrh však nebyl až do konce volebního období Poslanecké sněmovny projednán.